# Bantice
Bantice (en allemand : Panditz) est une commune du district de Znojmo, dans la région de Moravie-du-Sud, en République tchèque. Sa population s'élevait à 284 habitants en 2020.

## Géographie
Bantice se trouve à 10 km à l'est-nord-est de Znojmo, à 47 km au sud-ouest de Brno et à 184 km au sud-est de Prague.
La commune est limitée par Prosiměřice au nord, par Práče à l'est, par Tasovice au sud et par Těšetice à l'ouest.

## Histoire
La première mention écrite de la localité date de 1046.

## Transports
Par la route, Bantice se trouve à 12 km de Znojmo, à 57,5 km de Brno et à 215 km de Prague.